# Harrisburg Patriots
Harrisburg Patriots fue un equipo de baloncesto estadounidense que disputó dos temporadas en la EPBL,  antigua denominación de la Continental Basketball Association. Tenían su sede en la ciudad de Harrisburg, Pensilvania.

## Historia
El equipo se fundó en 1965 y comenzó a competir en la EPBL. En su primera temporada acabó en la cuarta posición de la División Oeste, no logrando clasificarse para los playoffs. Al año siguiente fueron últimos, con 10 victorias y 17 derrotas.

## Temporadas
| Temporada | Liga | Denominación        | G  | P  | %    | Pos. | Playoffs |
| --------- | ---- | ------------------- | -- | -- | ---- | ---- | -------- |
| 1965-66   | EPBL | Harrisburg Patriots | 10 | 18 | 35,7 | 4º   | -        |
| 1966-67   | EPBL | Harrisburg Patriots | 10 | 17 | 37,0 | 5º   | -        |

## Jugadores célebres
- Al Butler
- Will Frazier
- Charles Hardnett
- Wayne Hightower